# Mîhailove, Semenivka
Mîhailove (în ucraineană Михайлове) este un sat în comuna Hotiivka din raionul Semenivka, regiunea Cernihiv, Ucraina.

## Demografie
Componența lingvistică a localității Mîhailove
     Ucraineană (100%)
Conform recensământului din 2001, toată populația localității Mîhailove era vorbitoare de ucraineană (100%).